# Goričica pri Ihanu
Goričica pri Ihanu – wieś w Słowenii, w gminie Domžale. W 2018 roku liczyła 256 mieszkańców.